# 馬歇爾·霍洛威
馬歇爾·格萊克·霍洛威（英語：Marshall Glecker Holloway，1912年11月23日—1991年6月8日）是一名美國物理學家，在第二次世界大戰期間於洛斯阿拉莫斯國家實驗室擔任實驗室的主任。1946年7月，霍洛威在比基尼環礁上的核試驗計畫擔任副主任。之後，霍洛威成為實驗室W部門的負責人，在1952年9月他設計、製造並測試了新的熱核武器。

## 早年生活
1912年11月23號，霍洛威出生於奧克拉荷馬州，在他小時全家就搬到佛羅里達。霍洛威高中畢業於海恩斯市高中， 大學時期，霍洛威就讀佛羅里達大學，在1933年，獲得教育學學士學位，1935年，獲得物理學碩士學位。之後，霍洛威繼續到康奈爾大學完成他的博士學位，從事α粒子相關研究。
霍洛威在1938年8月22日與Wilma Schamel結婚。

## 二戰期間
1942年，霍洛威來到普渡大學並接到一項來自曼哈頓計畫的秘密任務，任務內容是修正計畫裡的迴旋加速器讓計畫人員可以測量當氚原子核撞擊氘原子核，其核融合形成 α 粒子 4
2He 以及 3
2He 的核截面，以此評估愛德華·泰勒所提出的熱核炸彈的可行性。
1943年9月，核融合截面計算完成，霍洛威所處的小組搬到洛斯阿拉莫斯國家實驗室，開始進行溶液堆相關研究，用以測試臨界質量以及各種中子反射體的效應。當時實驗所使用的反應爐，是第一個使用濃縮鈾的反應爐，其中使用可溶的硫酸鈾，也是第一個使用液體核燃料的反應爐。
霍洛威曾參與評估小男孩原子彈的工作，研究其活性材料浸入水中的安全性。他也參與了測量鈽金屬的臨界質量實驗。另外，霍洛威還曾加入羅伯特·巴徹的團隊，並參與製造胖子原子彈鈽半球的工作。

## 晚年生活
二戰結束後，霍洛威繼續留在洛斯阿拉莫斯實驗室。1946年7月，霍洛威在比基尼環礁上的核試驗計畫擔任副主任。之後，霍洛威成為實驗室W部門的負責人，負責新武器的開發。
1951年，美國原子能委員會要求洛斯阿拉莫斯實驗室設計新的熱核武器，霍洛威因而被諾里斯·布拉德伯里指派進行這項氫彈製造計畫。儘管霍洛威管理能力在之前小有名氣，但諾里斯·布拉德伯里任命他負責計畫的舉動仍讓參與計畫的其他人員不滿，尤其是愛德華·泰勒。這兩個人在許多不同的問題上發生了多次衝突。因此在霍洛威上任一周後，在1952年9月17日泰勒離開了該計畫，泰勒並不是唯一對霍洛威感到不滿的人，在常春藤麥克試驗前，華萊士·利蘭和哈羅德·阿格紐在霍洛威的床上放了一條鯊魚，阿格紐回憶道：「他什麼也沒說，但之後他變得合群許多。」
1952年11月1日，常春藤麥克試驗取得成功，驗證了愛德華·泰勒和斯塔尼斯拉夫·烏拉姆所設計的實驗。
1955年，霍洛威離開洛斯阿拉莫斯實驗室前往麻省理工學院林肯實驗室從事防空相關計畫。1957年，他成為ACF核產品ERCO部門的負責人。1967年到1969年，他擔任巴德公司的副總裁，退休後住在佛羅里達州的朱彼特。霍洛威於1991年6月18日在那裡去世。

## 腳註
1. ↑  Hall 2008，第103頁.
2. 1 2 3  Schreiber 1993，第73頁.
3. ↑  Schreiber 1993，第259頁.
4. ↑  . Polk County Public School.   [2014-09-26]. （原始内容存档于2020-02-19）. （页面存档备份，存于）
5. ↑  . The University Record of the University of Florida. 1933, 27: 728  [2014-09-26]. （原始内容存档于2016-03-04）. （页面存档备份，存于）
6. ↑  . Cornell University.   [2009-09-25]. （原始内容存档于2022-12-29）. （页面存档备份，存于）
7. ↑  Holloway, M. G.; Livingston, Stanley. . Physical Review (American Physical Society). July 1938, 54 (1): 18–37. Bibcode:1938PhRv...54...18H. doi:10.1103/PhysRev.54.18.
8. ↑   (PDF). Star-Gazette.   [2014-09-26]. （原始内容存档 (PDF)于2022-05-04）. （页面存档备份，存于）
9. ↑   (PDF). Cornell Alumni News. 1941-01-30, 43 (16): 219  [2014-09-26]. （原始内容存档 (PDF)于2014-11-09）. （页面存档备份，存于）
10. ↑  . Purdue University.   [2014-09-26]. （原始内容存档于2016-03-03）. （页面存档备份，存于）
11. ↑  Bunker, Merle E.  (PDF). Los Alamos Science (Los Alamos National Laboratory). 1983: 124–131  [2022-12-29]. （原始内容存档 (PDF)于2018-09-21）. （页面存档备份，存于）
12. ↑  Hoddeson et al. 1993，第199–203頁.
13. ↑  Hoddeson et al. 1993，第258頁.
14. ↑  Hoddeson et al. 1993，第340–341頁.
15. ↑  Hoddeson et al. 1993，第330–333, 367–369頁.
16. ↑  Schreiber 1993，第74頁.
17. ↑  Hewlett & Duncan 1962，第529頁.
18. 1 2 3  Schreiber 1993，第75頁.
19. ↑  . Manhattan Project Voices.   [2014-09-26]. （原始内容存档于2022-06-30）. （页面存档备份，存于）